# Vaginismo
Il vaginismo è un disturbo sessuale che si manifesta sia a livello fisico-psicosomatico, sia a livello psicologico ed emotivo. Sul versante corporeo il disturbo consiste in una contrazione riflessa e involontaria dei muscoli del perineo, della vulva, dell'orifizio vaginale tale da impedire la penetrazione necessaria al coito e spesso anche durante l'esame ginecologico. Sul versante psicologico si riscontra un vissuto fobico e di evitamento nei confronti dell'atto penetrativo.

## Descrizione del disturbo
Questo riflesso che causa un improvviso irrigidimento dei muscoli vaginali (il terzo esterno della vagina), rende di fatto impossibile la penetrazione sessuale o comunque difficile e dolorosa (dispareunia); la gravità del disturbo può variare di molto da persona a persona.
Il processo di reattività corporea che caratterizza il vaginismo può essere paragonato al riflesso dell'occhio che chiude la palpebra quando un oggetto viene avvicinato ad esso.
Da un punto di vista psicologico si configura una vera e propria fobia per l'atto penetrativo con le conseguenti reazioni di ansia ed evitamento. Spesso è riscontrabile la convinzione irrazionale di avere una vagina troppo piccola per poter affrontare un rapporto sessuale.
La maggior parte delle donne che soffrono di vaginismo presentano una intatta eccitazione sessuale e possono raggiungere l'orgasmo attraverso la stimolazione del clitoride o il petting. I partner delle donne affette da vaginismo possono essere indotti a pensare che le stesse non provino attrazione sessuale e che siano invece scoraggiate dal dolore che insorge ogni volta che viene tentata una penetrazione.
Questo disturbo non comporta conseguenze serie a livello fisico, a meno che la persona che ne soffre non stia cercando con insistenza di avere un rapporto sessuale completo, ma può causare estrema sofferenza dal punto di vista emotivo e relazionale, soprattutto se si vive una relazione di coppia incentrata sull'idea che il sesso e il sesso penetrativo siano importanti, se non addirittura essenziali. Una condizione di vaginismo è molto spesso alla base di matrimoni bianchi (o non consumati) e particolari implicazioni possono intervenire al momento in cui nella coppia sia presente il desiderio di un figlio.

## Cause
Tra i diversi fattori che possono contribuire all'origine del vaginismo possono esservi ricordi traumatici legati ai primi tentativi di penetrazione, esperienze passate di abuso sessuale e più in generale caratteristiche della storia di vita sessuale della donna. In un'alta percentuale di casi, tuttavia, l'origine del vaginismo è indipendente da esperienze vissute nel passato e si associa invece a caratteristiche individuali riguardanti la gestione delle emozioni e il rapporto con la corporeità. Sul versante dei vissuti inconsci possono esservi conflittualità inerenti all'espressione della propria femminilità adulta e il rapporto con il maschile.
Tra i fattori educativi che possono contribuire all'origine del vaginismo può esservi la colpevolizzazione della sessualità e la creazione di aspettative riguardanti un presunto dolore intenso associato al primo rapporto sessuale e alla perdita della verginità.
In alcuni casi può esservi l'innescarsi di un circolo vizioso, che parte da una iniziale rigidità muscolare associata al timore del dolore e alla conseguente impossibilità del rapporto, con conferma del dolore stesso che si sviluppa in un vero e proprio atteggiamento fobico e corporeo, con le caratteristiche proprie del vaginismo.

## Terapia

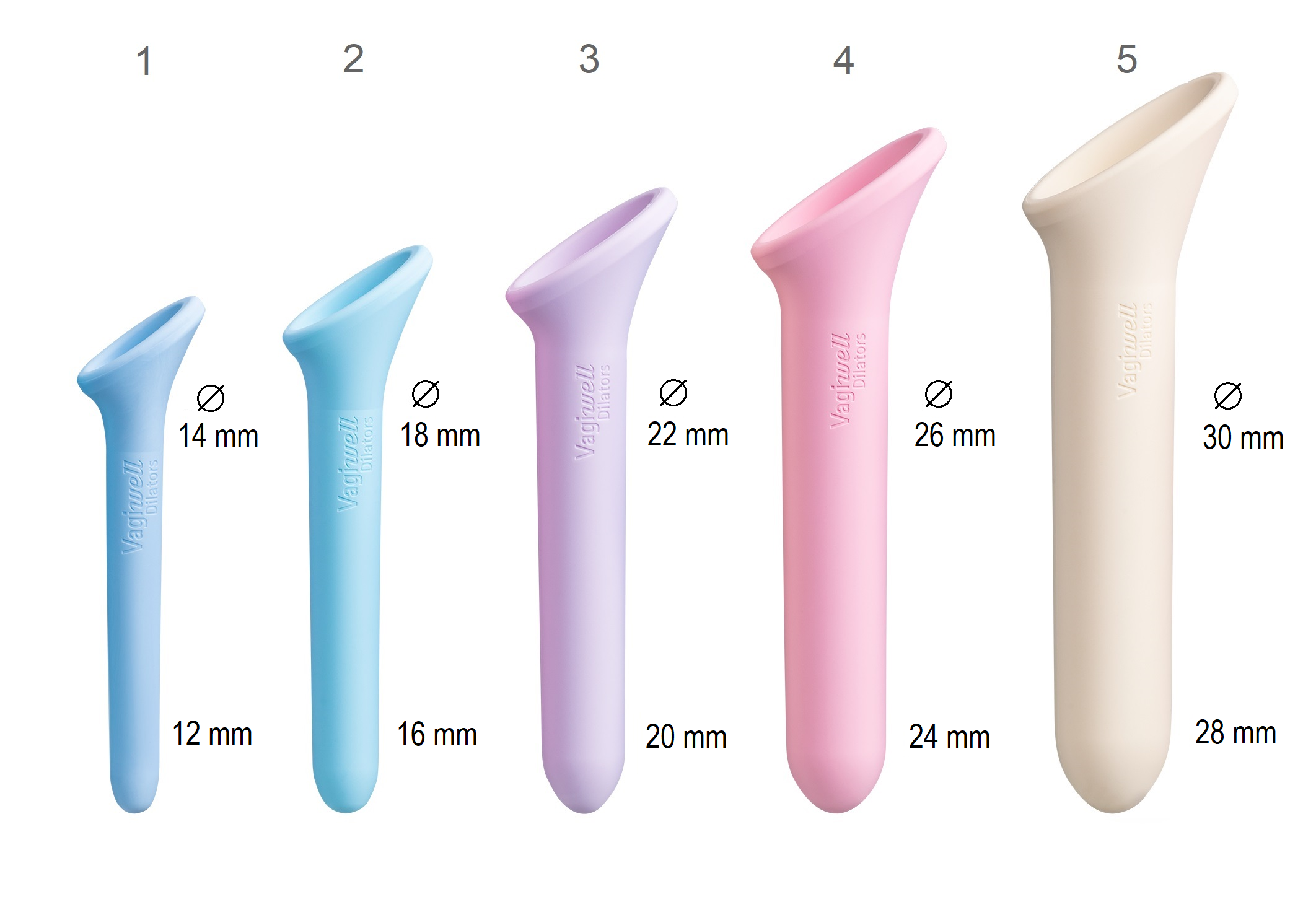
Dilatatori utilizzati per il trattamento del vaginismo

Uno dei trattamenti possibili del vaginismo è la terapia sessuologica o psicosessuologica. Il sessuologo in questo approccio terapeutico integra il colloquio psicoterapeutico con uno specifico training nella gestione della risposta muscolare attraverso tecniche di rilassamento autogeno e di modulazione dei processi psicofisiologici insieme al possibile utilizzo di esperienze terapeutiche strutturate (homeworks) da esercitare nel privato con riferimento ai principi classici della terapia sessuale. In presenza di un rapporto di coppia stabile è spesso importante il coinvolgimento del partner in alcune fasi della terapia pur restando un'opzione efficace il trattamento individuale per le single e quando le circostanze lo richiedano.